# شونتال يودوم
شونتال يودوم (بالفرنسية: Chantal Youdum)‏، هي مُخرجة وكاتبة سيناريو كاميرونية.

## وصلات خارجية
- شونتال يودوم على موقع IMDb (الإنجليزية)